# Campeonato Sudamericano de Football 1919
Il Campeonato Sudamericano de Football 1919 fu la terza edizione della Coppa America di calcio. Inizialmente fissata per il 1918, fu spostata all'anno seguente per l'epidemia di influenza spagnola che non risparmiò nemmeno il Sudamerica. Il torneo fu organizzato dal Brasile e tutte le partite si disputarono all'Estádio das Laranjeiras di Rio de Janeiro dall'11 al 29 maggio 1919.

## Nazionali partecipanti
Le quattro partecipanti, allora unici quattro membri della CONMEBOL, furono semplicemente invitate, come nel 1916 e nel 1917.
| N° | Nazione   | Iscrizione CONMEBOL | Note                        |
| -- | --------- | ------------------- | --------------------------- |
| 1  | Argentina | 1916                |                             |
| 2  | Brasile   | 1916                | Nazione ospitante           |
| 3  | Cile      | 1916                |                             |
| 4  | Uruguay   | 1916                | Detentore Copa América 1917 |

## Formula
La formula prevedeva che le quattro squadre partecipanti si affrontassero in un unico girone all'italiana, la cui prima classificata avrebbe vinto il torneo. Per ogni vittoria si attribuivano 2 punti, 1 per ogni pareggio e 0 per ogni sconfitta.

## Riassunto del torneo
Il Brasile padrone di casa esordì con un 6-0 sul Cile, ma i campioni uscenti dell'Uruguay seppero tener testa alla Seleção, giungendo a pari punti e costringendola allo spareggio.
Qui tempi regolamentari si chiusero sullo 0-0. Con il medesimo punteggio terminarono anche i tempi supplementari. Poiché all'epoca non si battevano i calci di rigore, né si poteva decidere la vincitrice tramite il sorteggio o ripetere la gara, l'arbitro argentino Juan Pedro Barbera ordinò altri due tempi supplementari. Qui il Brasile la spuntò con la rete del bomber di origini tedesche Arthur Friedenreich al secondo minuto del terzo tempo supplementare. La gara che incoronò il Brasile per la prima volta regina del Sudamerica si chiuse dopo ben 150 minuti di gioco.
Nota dolente del torneo fu la morte del portiere uruguaiano Roberto Chery. Durante la partita Uruguay-Cile del 17 maggio, Chery subì lo strozzamento di un'ernia. Ricoverato in un ospedale di Rio de Janeiro, morì dopo 13 giorni di agonia, il 30 maggio, a soli 23 anni.

## Risultati
| Arbitro: | Barbera |

|                                                   |           |  |
| Friedenreich 19’ 38’ 76’ Neco 21’ 83’ Haroldo 79’ | Marcatori |  |

| Arbitro: | Todd |

|                                 |           |                                          |
| Izaguirre 34’ Varela 79’ (aut.) | Marcatori | 19’ C. Scarone 23’ H. Scarone 85’ Gradín |

| Arbitro: | Ponteado |

|                          |           |  |
| C. Scarone 31’ Pérez 43’ | Marcatori |  |

| Arbitro: | Todd |

|                                   |           |               |
| Héitor 22’ Amílcar 57’ Millon 77’ | Marcatori | 65’ Izaguirre |

| Arbitro: | Castro |

|                                  |           |            |
| Clarke 10’ 23’ 62’ Izaguirre 13’ | Marcatori | 33’ France |

| Arbitro: | Todd |

|                           |           |              |
| Gradín 13’ C. Scarone 17’ | Marcatori | 29’ 63’ Neco |

## Classifica finale
| Pos. | Squadra   | Pt | G | V | N | P | GF | GS | DR  |
| ---- | --------- | -- | - | - | - | - | -- | -- | --- |
| 1.   | Brasile   | 5  | 3 | 2 | 1 | 0 | 11 | 3  | +8  |
| 1.   | Uruguay   | 5  | 3 | 2 | 1 | 0 | 7  | 4  | +3  |
| 3.   | Argentina | 2  | 3 | 1 | 0 | 2 | 7  | 7  | 0   |
| 4.   | Cile      | 0  | 3 | 0 | 0 | 3 | 1  | 12 | -11 |

## Spareggio
| Arbitro: | Juan Pedro Barbera |

|                     |           |  |
| Friedenreich 120+2’ | Marcatori |  |

## Classifica marcatori

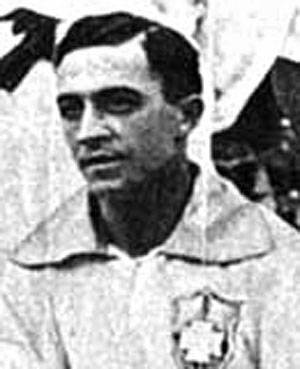
Arthur Friedenreich

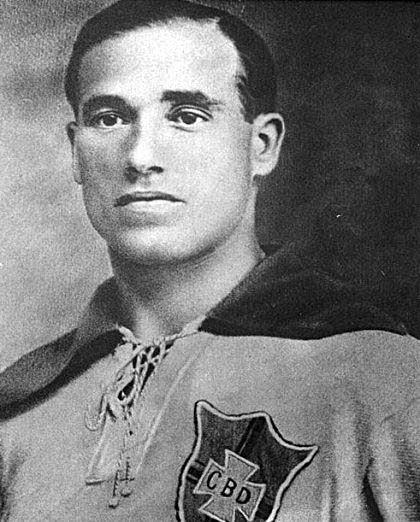
Neco

4 gol
- Friedenreich
- Neco

3 gol
- Edwin Clarcke
- Carlos Izaguirre
- Carlos Scarone

2 gol
- Isabelino Gradín.

1 gol
- Amílcar
- Haroldo
- Heitor
- Millon
- José Pérez
- Héctor Scarone
- Alfredo France

Autoreti
- Manuel Varela (pro Argentina)

## Arbitri
- Juan Pedro Barbera
- Joaquim de Castro
- Adilton Ponteado
- Robert Todd